# Susanna en de oudsten (Artemisia Gentileschi)
Susanna en de oudsten (Italiaans: Susanna e i vecchioni) is een schilderij van Artemisia Gentileschi uit 1610. Deze voorstelling van de Bijbelse Susanna is een jeugdwerk van de kunstenares. Rond 1715 kwam het bezit van de familie Schönborn, die het doek tegenwoordig op  Schloss Weißenstein in Pommersfelden tentoonstelt.

## Susanna
In het apocriefe deel van het Bijbelboek Daniël wordt het verhaal verteld van de mooie en vrome Susanna. Terwijl zij alleen een bad neemt in een afgesloten deel van de tuin, wordt zij belaagd door twee oude rechters die een oogje op haar hebben laten vallen. Zij dreigen haar te beschuldigen van overspel als zij niet op hun oneerbare voorstellen ingaat. Als Susanna weigert, klagen de mannen haar de volgende dag inderdaad aan. De jonge Daniël, die zich die dag in het publiek bevindt, gelooft in de onschuld van Susanna. Door beide rechters onafhankelijk van elkaar te verhoren, toont hij hun leugens aan, waarna zij tot de doodstraf veroordeeld worden.
In de schilderkunst van de barok was het verhaal van Susanna en de oudsten een bijzonder geliefd onderwerp.  Hierbij speelde niet alleen de moraliserende boodschap een rol, maar ook de mogelijkheid om vrouwelijk naakt af te beelden. Susanna werd daarbij lang niet altijd als een kuis slachtoffer geschilderd, maar regelmatig ook als verleidster.

## Voorstelling
Artemisia koos voor Susanna en de oudsten een opvallend verticale compositie. De oude mannen komen dwingend boven de vrouw uit, die op de rand van het bad zit. Zij bedekt haar naaktheid nauwelijks en kan weinig meer doen dan haar handen afwerend uitstrekken. De voorstelling is ontdaan van allerlei toevoegingen, zoals struiken en water, die op andere werken voorkomen. Het slachtofferschap van Susanna staat voorop, van een erotische uitstraling is geen sprake. De stenen muur op de achtergrond maakt de val waarin Susanna gevangen zit nog beter invoelbaar voor de toeschouwer.
De kunstenares voltooide het schilderij op zeventienjarige leeftijd. Het vroege meesterschap dat eruit spreekt, heeft ertoe geleid dat kunsthistorici in het verleden de datum op het schilderij of zelfs het auteurschap in twijfel trokken. Tegenwoordig is algemeen aanvaard dat het hier inderdaad om een vroeg schilderij van Artemisia gaat, hoewel haar vader Orazio waarschijnlijk zijn bijdrage heeft geleverd. Het werk zou een sterke autobiografische lading kunnen hebben. Een jaar later werd Artemisia immers slachtoffer van een verkrachting door Agostino Tassi, een schilder met wie haar vader enige tijd samenwerkte. Wellicht dat zij toen het schilderij gemaakt werd al te lijden had onder zijn avances. Sommige kenners zien in beide mannen op het schilderij portretten van Orazio en Tassi, maar dit valt niet meer met zekerheid vast te stellen.
Hoewel Artemisia, omdat zij een meisje was, haar huis slechts zelden verliet, moet zij toch toegang hebben gehad tot een aantal kunstwerken dat haar bij het vervaardigen van Susanna en de oudsten heeft geïnspireerd. Hierin speelt Carracci's weergave van het onderwerp een hoofdrol, maar ook een fresco van Michelangelo in de Sixtijnse kapel. Hierop laat Adam dezelfde handgebaren als Susanna zien aan de engel die hem uit het paradijs verdrijft. Artemisia zelf zou nog meerdere versies van Susanna en de oudsten maken, die echter geen van allen de bekendheid van haar jeugdwerk zouden bereiken.

## Afbeeldingen

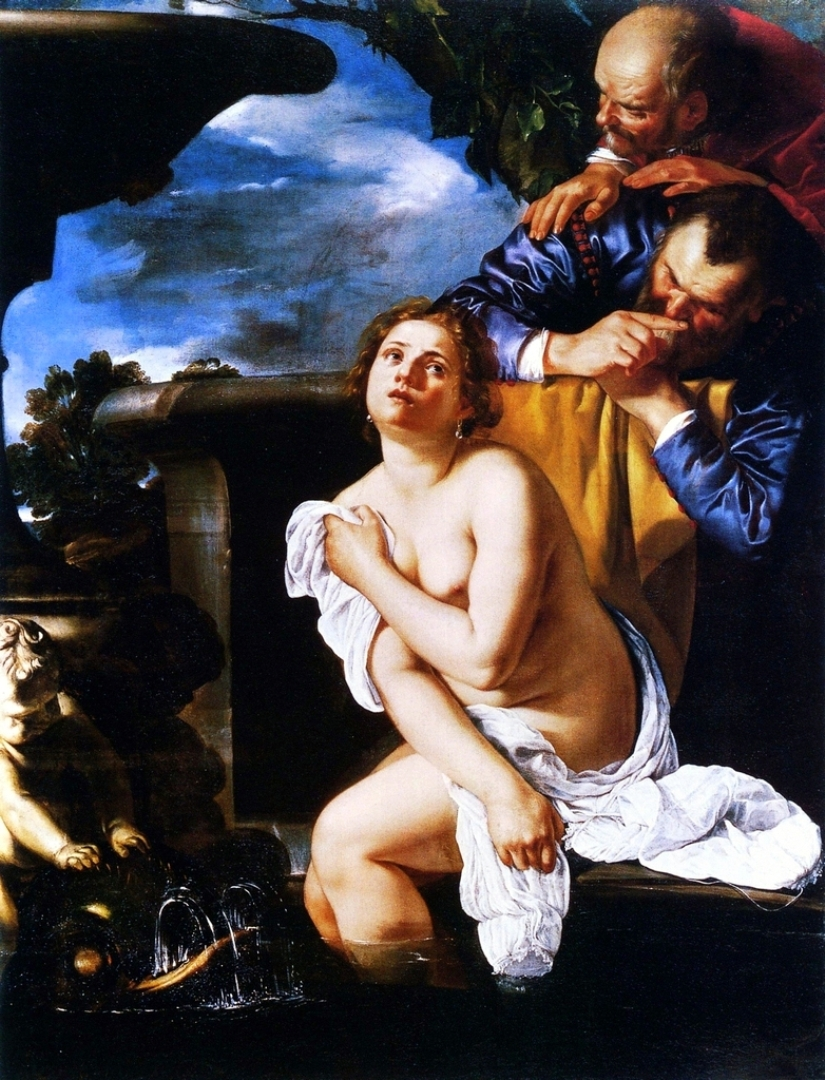
Susanna en de oudsten (1622)
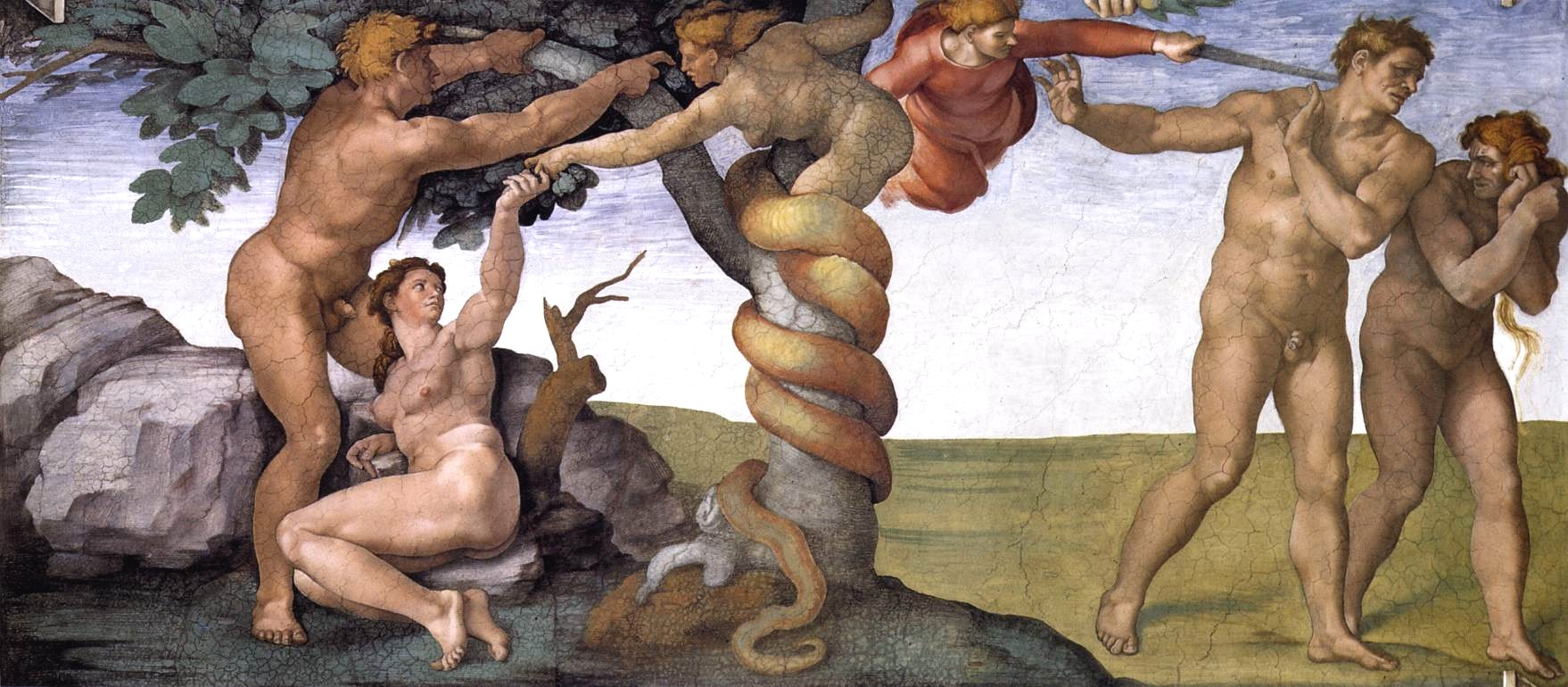
Adam en Eva worden verjaagd uit het paradijs - Michelangelo
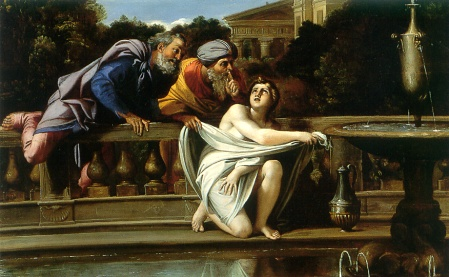
Susanna en de oudsten - Annibale Carracci